# فانتوماس (فیلم ۱۹۱۳)
فانتوماس (انگلیسی: Fantômas) یک فیلم سریالی جنایی صامت در پنج اپیزود به کارگردانی لویی فویاد محصول سال ۱۹۱۳ است. از بازیگران آن می‌توان به رنه ناوار اشاره کرد.